# Physaloptera getula
Physaloptera getula är en rundmaskart som beskrevs av Seurat 1917. Physaloptera getula ingår i släktet Physaloptera och familjen Physalopteridae. Inga underarter finns listade i Catalogue of Life.